# Магид, Моисей Шоломович
Моисе́й Шо́ломович Ма́гид (1910—1965) — советский кинооператор. Заслуженный деятель искусств Бурятской АССР (1952). Лауреат двух Сталинских премий первой степени (1950, 1951].

## Биография
Окончил Ленинградский кинофототехникум в 1932 году. В 1930-х годах работал оператором-постановщиком научно-популярных фильмов, с 1938 года — игровых фильмов. Работал в творческом тандеме с Л. Е. Сокольским.  Член ВКП(б) с 1946 года.

## Признание и награды
- Медаль «За трудовое отличие» (6 марта 1950 года) — за выдающиеся заслуги в развитии советской кинематографии, в связи с 30-летием[1]
- Сталинская премия первой степени (1950) — за фильм «Академик Иван Павлов» (1949)
- Сталинская премия первой степени (1951) — за фильм «Мусоргский» (1950)
- заслуженный деятель искусств Бурятской АССР 1952

## Фильмография
- 1939 — Танкисты
- 1940 — Осень (короткометражный)
- 1941 — Старая гвардия
- 1941 — Маскарад
- 1942 — Непобедимые
- 1948 — За тех, кто в море
- 1949 — Академик Иван Павлов
- 1950 — Мусоргский
- 1951 — Советская Бурят-Монголия (документальный)
- 1952 — Римский-Корсаков
- 1953 — Тени
- 1955 — Дело Румянцева
- 1955 — Михайло Ломоносов
- 1957 — Поддубенские частушки
- 1958 — Дорогой мой человек
- 1958 — Пахита
- 1959 — Повесть о молодожёнах
- 1960 — Пойманный монах
- 1961 — Эзоп
- 1962 — Когда разводят мосты
- 1965 — Перед судом истории
- 1965 — Первый посетитель